# Niemy krzyk (film 1984)
Niemy krzyk (tytuł oryginalny The Silent Scream) – amerykański antyaborcyjny film, nakręcony w 1984 roku. Według jego autora jest to pierwszy film przedstawiający zabieg aborcji wykonany przy pomocy techniki ultrasonograficznej. Przedstawia on zabieg przerwania ciąży w trzecim miesiącu, oglądany na monitorze aparatu USG. Autorem nagrania jest amerykański lekarz ginekolog Bernard Nathanson. Według komentarza podczas filmu, widoczny ekranie USG płód cierpi, ucieka przed narzędziem lekarskim, krzyczy z bólu i strachu, co według krytyków filmu jest niezgodne z rzeczywistością.

## Kontrowersje
Wokół filmu powstało wiele kontrowersji. W 1985 r. zespół ekspertów medycznych amerykańskiej organizacji pro-choice Planned Parenthood uznał, że film jest „pełen błędów medycznych, naukowych i prawnych, jest w nim wiele mylących, przesadzonych stwierdzeń”. John Hobbins z Yale School of Medicine wskazywał, że nagranie z ultrasonografu jest początkowo puszczone w zwolnionym tempie, a następnie – gdy zostają wprowadzone narzędzia chirurgiczne – przyśpieszone, tak aby wywołać wrażenie, że „płód rzuca się w przerażeniu”. Hobbins kwestionował również tytułowy „krzyk”, podkreślając, że „płód spędza dużo czasu z otwartą buzią”, i że to, co uznano za „krzyk”, mogło być zwykłym ziewnięciem. Dodawał także, że rozpoznana na niewyraźnym nagraniu z ultrasonografu „buzia” w rzeczywistości mogła być przestrzenią między brodą a klatką piersiową.
Z kolei Edward Myer, przewodniczący Chair of Child Neurology na Virginia Commonwealth University, zauważał, że w dwunastym tygodniu mózg nie jest na tyle rozwinięty, aby płód mógł odczuwać ból. Członkowie American College of Obstetrics and Gynecology w październiku 1985 roku, w swojej deklaracji potępili film za szerzenie fałszywych i przesadnych stwierdzeń. Francuski lekarz Étienne-Émile Baulieu zarzucił autorowi filmu manipulację i fałszerstwo medyczne, w następstwie czego Baulieu został przez Nathansona oskarżony o zniesławienie. Francuski sąd, przed którym toczyła się sprawa, odrzucił oskarżenie i uniewinnił profesora Baulieu. The Silent Scream skrytykował również profesor Richard Berkowitz, specjalista od spraw ginekologii i położnictwa z Mount Sinai Medical Center w Nowym Jorku.
Z zarzutami wobec filmu nie zgodził się jeden z prekursorów ultrasonografii i zwolennik zakazu przerywania ciąży, prof. Ian Donald, który uważał, że Niemy krzyk jest prawdziwym dokumentem aborcji trzymiesięcznego płodu. Również polski lekarz ginekolog i polityk Bolesław Piecha, związany z ruchem pro-life, określił film jako całkowicie rzetelny merytorycznie.